# Alulacris
Alulacris is een geslacht van rechtvleugeligen uit de familie veldsprinkhanen (Acrididae). De wetenschappelijke naam van dit geslacht is voor het eerst geldig gepubliceerd in 1981 door Zheng.

## Soorten
Het geslacht Alulacris  is monotypisch en omvat slechts de volgende soort:
- Alulacris shilinensis (Zheng, 1981)